# Kostel Neposkvrněného početí Panny Marie (Velké Heraltice)
Kostel Neposkvrněného početí Panny Marie ve Velkých Heralticích je pozdně barokní farní kostel římskokatolické farnosti Velké Heraltice. Kostel je od 3. května 1958 kulturní památkou České republiky.

## Dějiny
Kostel je poprvé zmiňován v roce 1465. Podle opavské děkanské matriky z roku 1673 zde stál zděný kostel zasvěcený Neposkvrněnému Početí Panny Marie s věží a třemi zvony a třemi oltáři. Tento pozdně gotický kostel byl zničen požárem dne 19. července 1749. Dochoval se pouze oltářní obraz Panny Marie. Nákladem velehradského cisterciáckého opatství byl zbudován současný barokní kostel. Základní kámen byl posvěcen opatem Antonínem Haukem v létě 1751. Návrh pochází od Jana Jiřího Ganse, syna Georga Friedricha Ganse.

## Popis

### Vnitřní výzdoba
Původní barokní oltáře byly dílem řezbáře Ondřeje Schweigla. Křížová cesta je dílo neznámého italského malíře z let 1750–1760.

### Varhany
V kostele se nacházejí varhany z roku 1756, které dokončil a na kruchtě osadil roku 1757 Josef Sebastian Staudinger.

### Hřbitov
Na západní straně kostela jsou umístěny dva pískovcové náhrobní kameny. Nápis na jednom z nich zní: LETA PANIE 1562 TU STRZEDU PRZED SV. RZEHORZEM UMZREL GEST UROZENÝ PÁN JAN HRABIE Z VRBNA A NA RYZINIE – PAN BUOH RAC DUSSY JEGO MILOSTIV BYTI. Druhý náhrobek je bez nápisu.
U kostela se nachází hrobka posledních majitelů zámku, rodu Bellegarde, a kaple Panny Marie Sedmibolestné z konce 18. století.

## Galerie

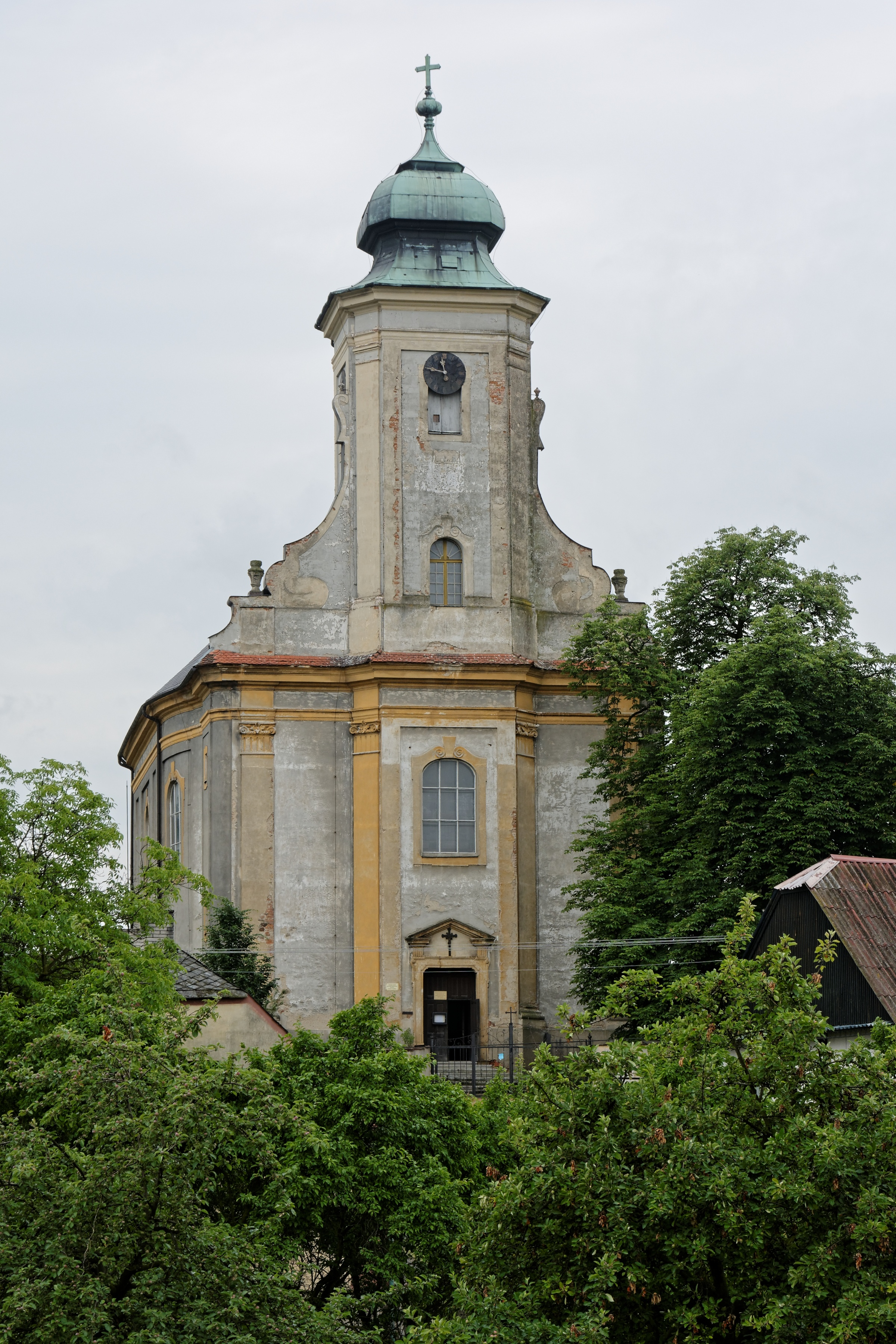
Pohled od severovýchodu.
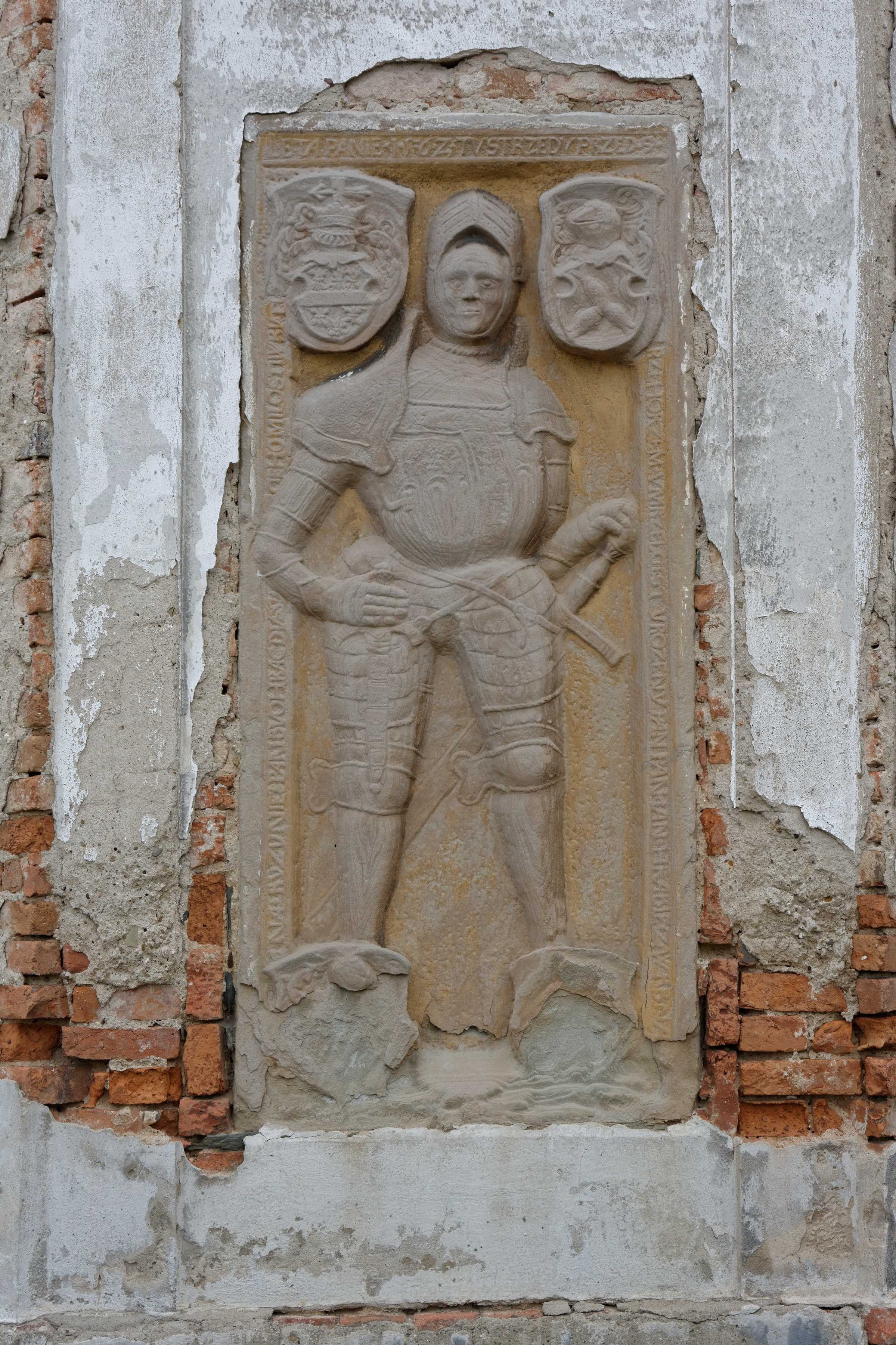
Náhrobek Jana hraběte z Vrbna.
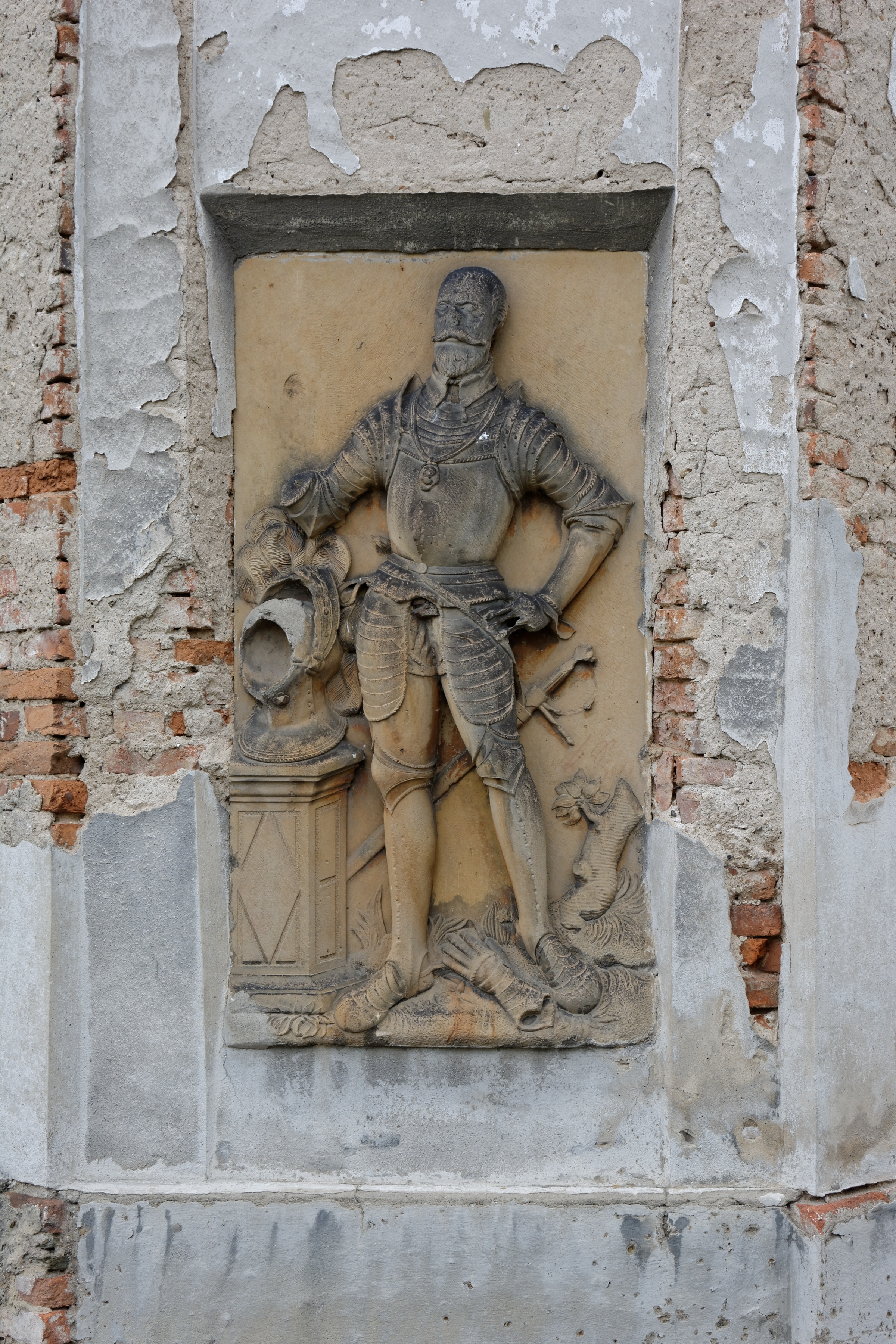
Anonymní náhrobek.
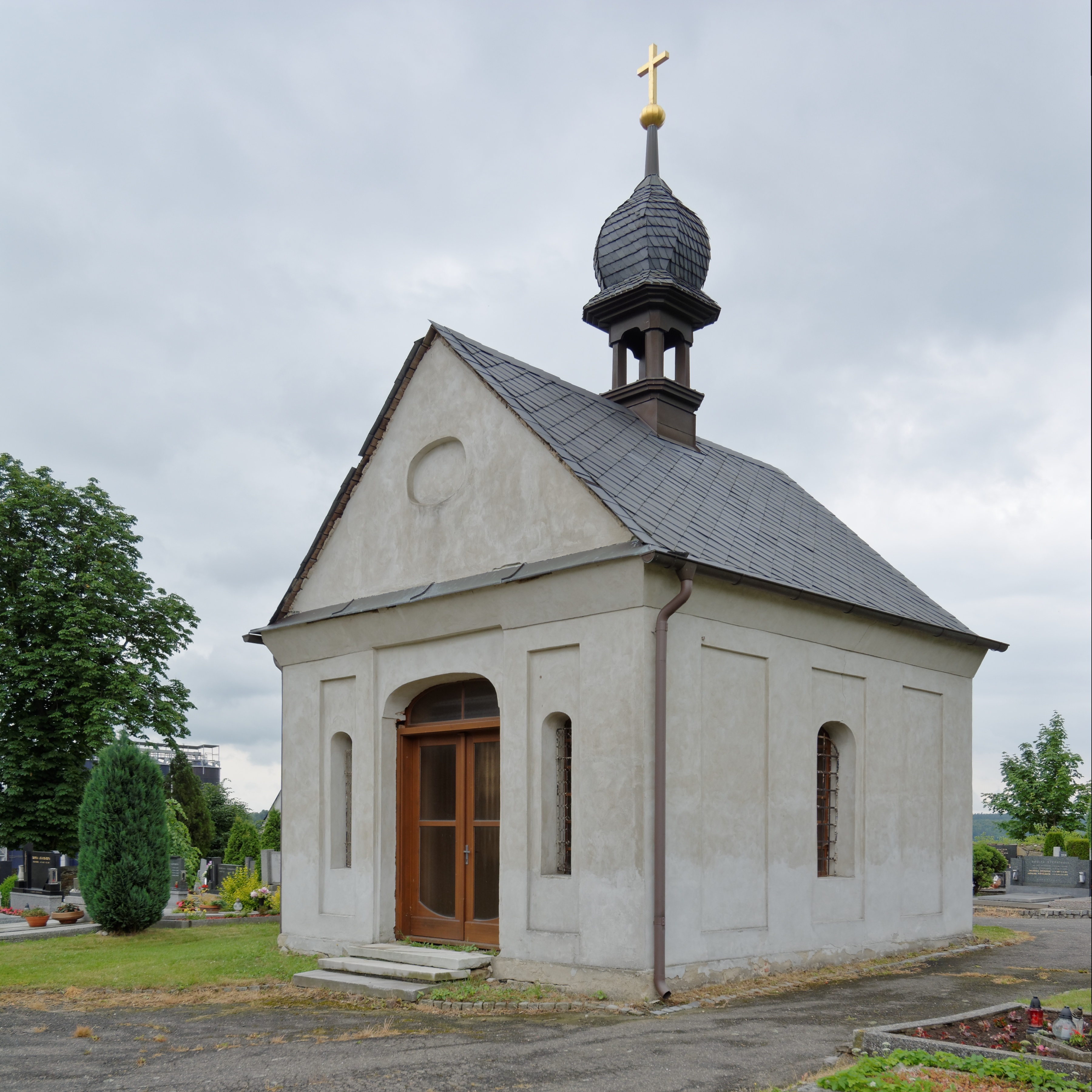
Hřbitovní kaple Panny Marie Sedmibolestné.
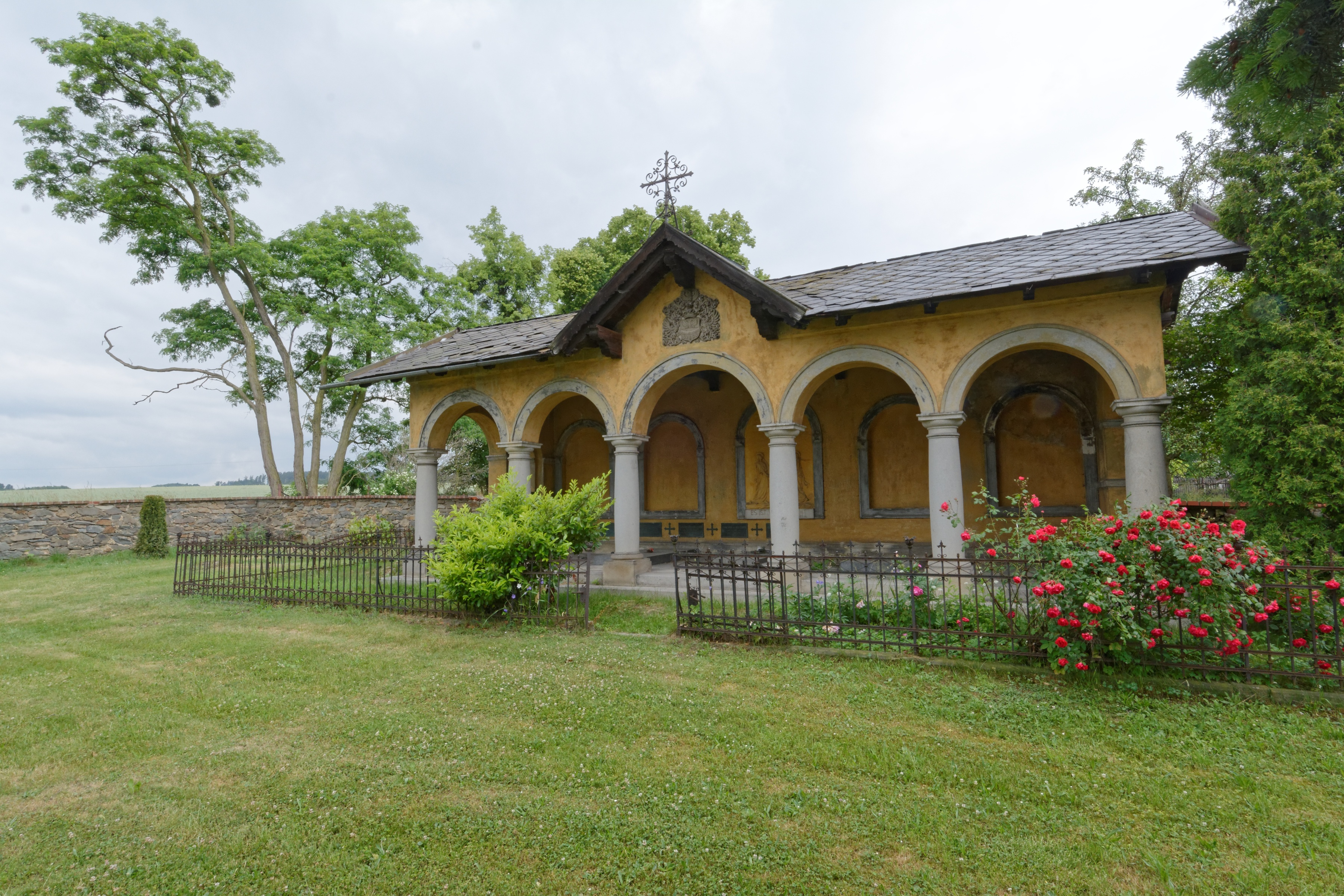
Hrobka rodiny von Bellegarde.
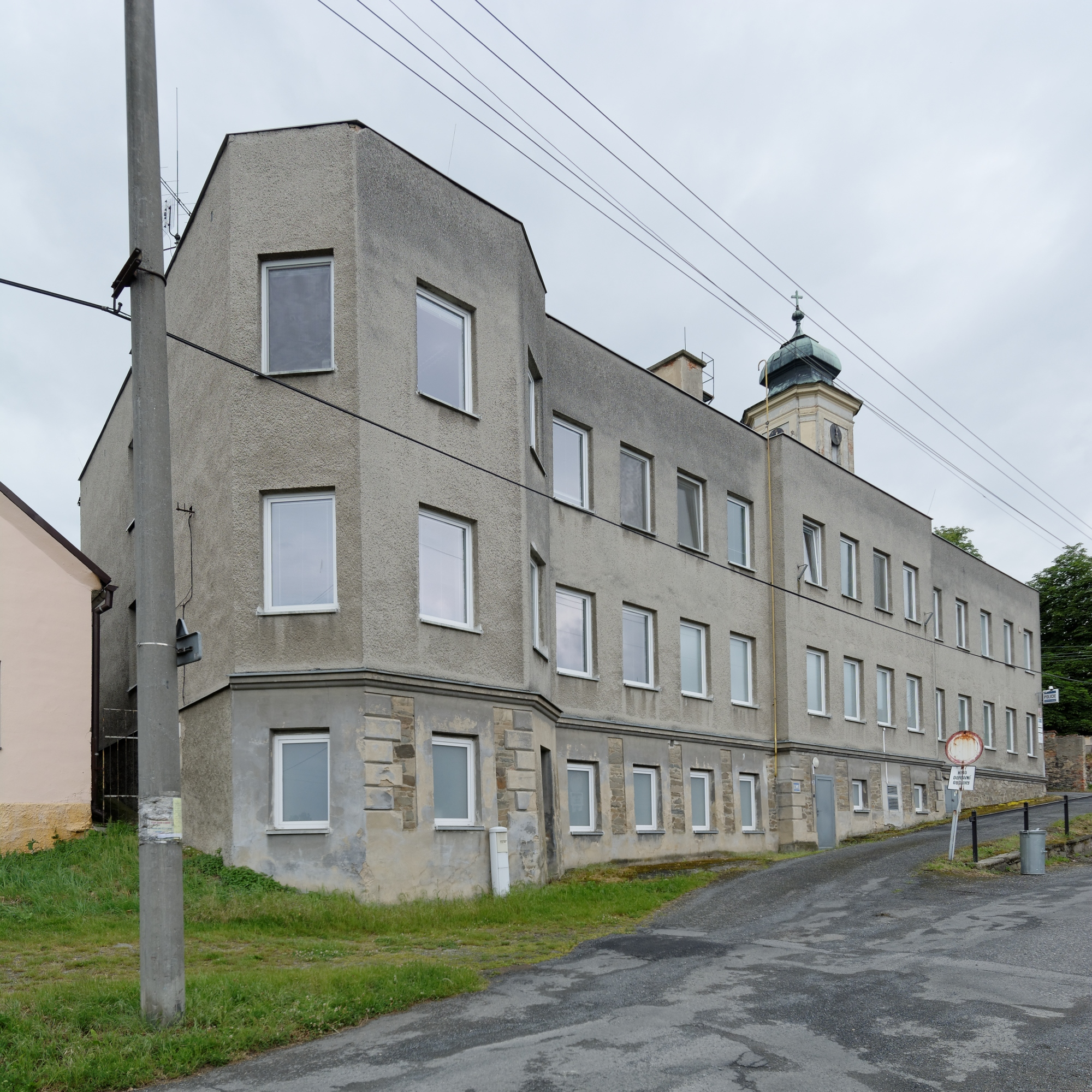
Bývalý klášter Chudých sester sv. Františka z Assisi nedaleko kostela, dnes sídlo Policie ČR.
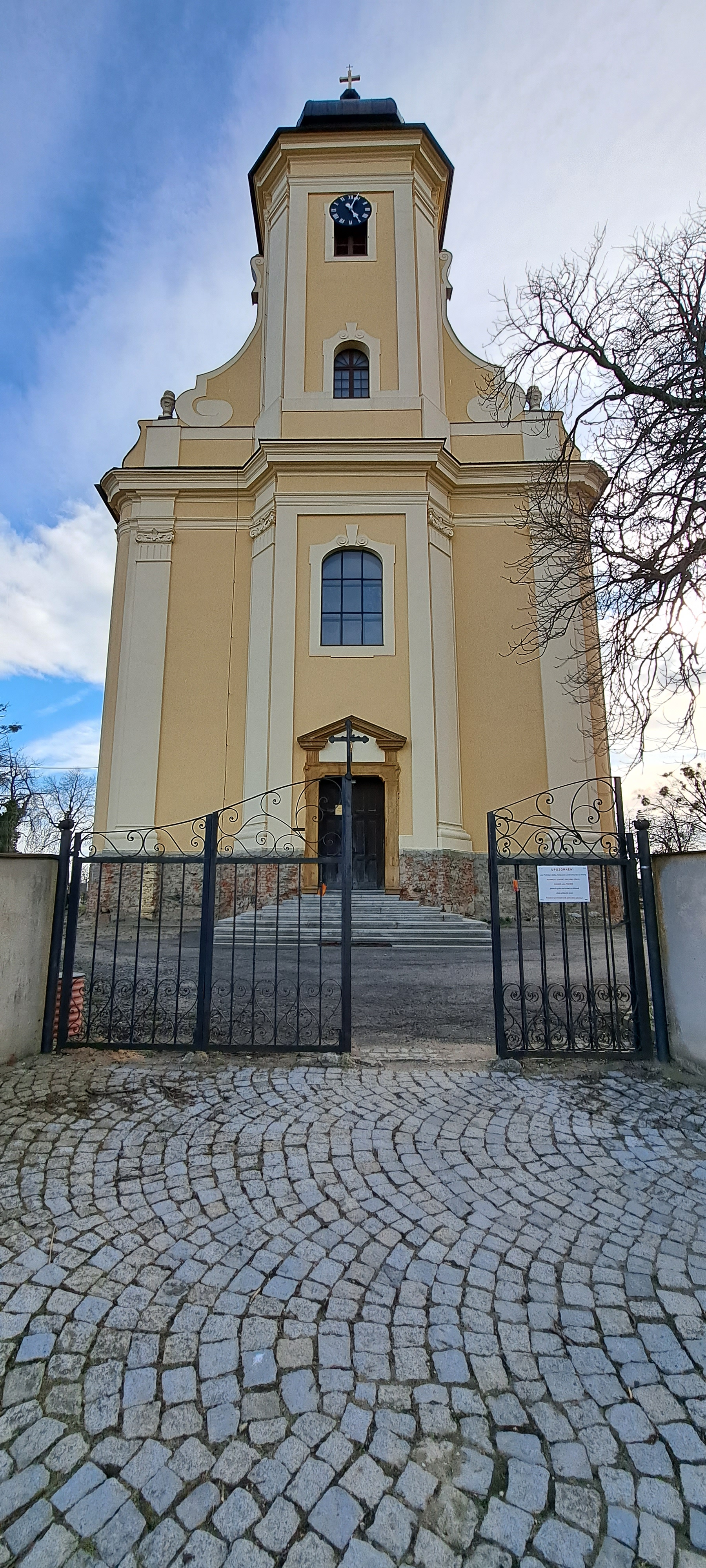
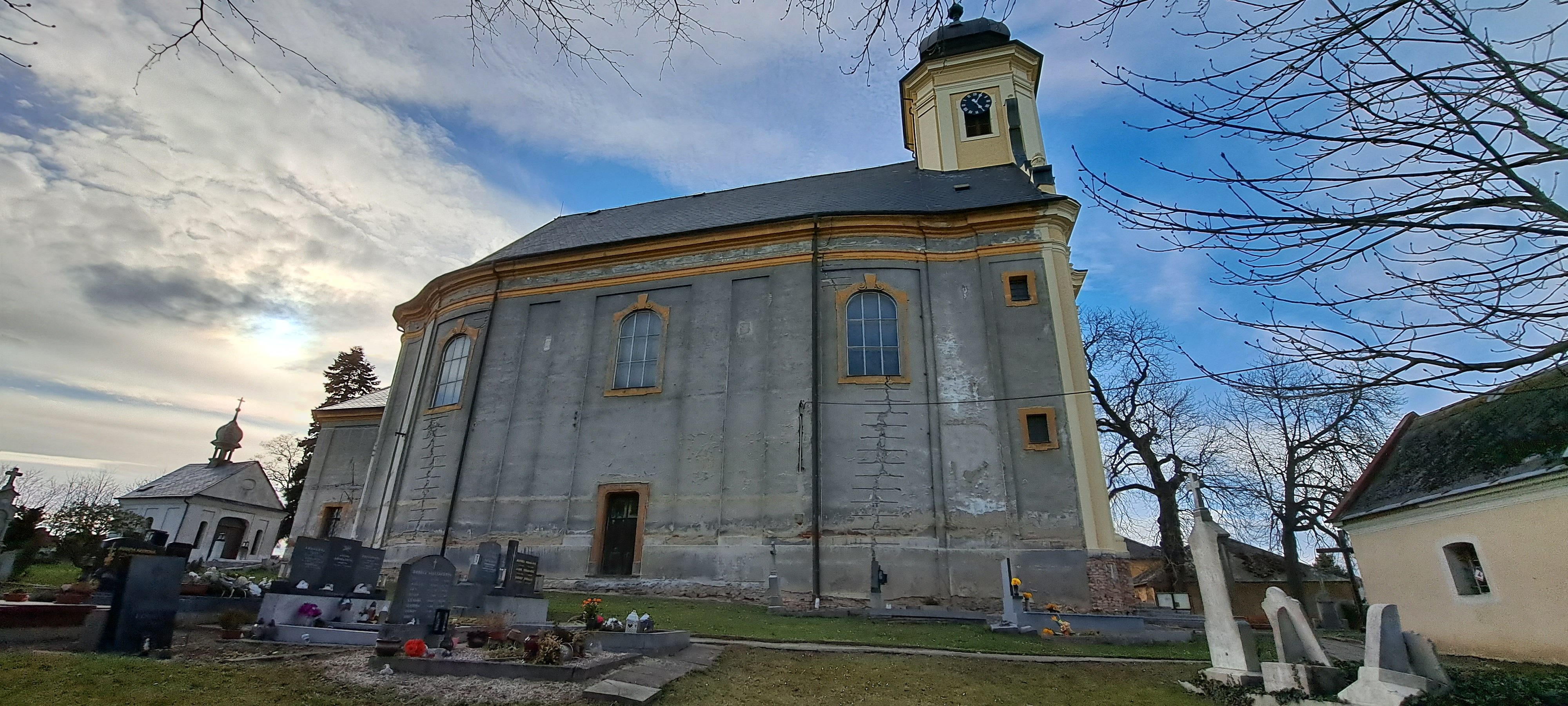